# Liste des représentants des États-Unis pour le Nebraska
L'État du Nebraska dispose de trois représentants à la Chambre des représentants des États-Unis.

## Délégation au 119econgrès (2025-2027)
| District et Nom | District et Nom | District et Nom | Début du mandat                             | Parti       |
| --------------- | --------------- | --------------- | ------------------------------------------- | ----------- |
| 1               | Mike Flood      |                 | 12 juillet 2022 (2 ans, 9 mois et 22 jours) | Républicain |
| 2               | Don Bacon       |                 | 3 janvier 2017 (8 ans, 4 mois et 1 jour)    | Républicain |
| 3               | Adrian Smith    |                 | 3 janvier 2007 (18 ans, 4 mois et 1 jour)   | Républicain |

### Démographie

#### Parti politique
- Trois républicains

#### Sexe
- Trois hommes

#### Race
- Trois Blancs

#### Âge
- De 40 à 50 ans : un
- De 50 à 60 ans : deux

#### Religions
- Évangélisme : un
- Protestantisme non spécifié : un

## Délégations historiques

### De 1853 à 1867
De 1853 à 1867, le territoire du Nebraska élit un délégué à la Chambre des représentants, sans droit de vote.
| Congrès         | District at-large |
| --------------- | ----------------- |
| 33e (1853-1855) |                   |
| 34e (1855-1857) |                   |
| 35e (1857-1859) |                   |
| 36e (1859-1861) |                   |
| 37e (1861-1863) |                   |
| 38e (1863-1865) |                   |
| 39e (1865-1867) |                   |

### De 1867 à 1893
Lorsque le Nebraska rejoint l'Union, l'État élit un représentant. Ce chiffre passe à trois après le recensement de 1880.
| 39e (1867)      |              |             |             |
| 40e (1867-1869) |              |             |             |
| 41e (1869-1871) |              |             |             |
| 42e (1871-1873) |              |             |             |
| 43e (1873-1875) |              |             |             |
| 44e (1875-1877) |              |             |             |
| 45e (1877-1879) |              |             |             |
| 46e (1879-1881) |              |             |             |
| 47e (1881-1883) |              |             |             |
| Congrès         | 1er district | 2e district | 3e district |
| 48e (1883-1885) |              |             |             |
| 49e (1885-1887) |              |             |             |
| 50e (1887-1889) |              |             |             |
| 51e (1889-1891) |              |             |             |
| 52e (1891-1893) |              |             |             |

### De 1893 à 1933
À la suite du recensement de 1890, le Nebraska voit sa représentation à la chambre basse du Congrès doubler. Pendant quarante ans, l'État y envoie six représentants.
| 53e (1893-1895) |
| 54e (1895-1897) |
| 55e (1897-1899) |
| 56e (1899-1901) |
| 57e (1901-1903) |
| 58e (1903-1905) |
| 59e (1905-1907) |
| 60e (1907-1909) |
| 61e (1909-1911) |
| 62e (1911-1913) |
| 63e (1913-1915) |
| 64e (1915-1917) |
| 65e (1917-1919) |
| 66e (1919-1921) |
| 67e (1921-1923) |
| 68e (1923-1925) |
| 69e (1925-1927) |
| 70e (1927-1929) |
| 71e (1929-1931) |
| 72e (1931-1933) |

### De 1933 à 1963
Le Nebraska perd un siège de représentant après le recensement de 1930, puis un autre après le recensement de 1940.
| 73e (1933-1935) |
| 74e (1935-1937) |
| 75e (1937-1939) |
| 76e (1939-1941) |
| 77e (1941-1943) |
| 78e (1943-1945) |
| 79e (1945-1947) |
| 80e (1947-1949) |
| 81e (1949-1951) |
| 82e (1951-1953) |
| 83e (1953-1955) |
| 84e (1955-1957) |
| 85e (1957-1959) |
| 86e (1959-1961) |
| 87e (1961-1963) |

### Depuis 1963
Depuis le recensement de 1960, le Nebraska compte trois représentants.
| Congrès          | 1er district                    | 2e district                        | 3e district                |
| ---------------- | ------------------------------- | ---------------------------------- | -------------------------- |
| 88e (1963-1965)  | Ralph F. Beermann (en) (R)      | Glenn Cunningham (en) (R)          | David T. Martin (en) (R)   |
| 89e (1965-1967)  | Clair Armstrong Callan (en) (D) | Glenn Cunningham (en) (R)          | David T. Martin (en) (R)   |
| 90e (1967-1969)  | Robert Vernon Denney (en) (R)   | Glenn Cunningham (en) (R)          | David T. Martin (en) (R)   |
| 91e (1969-1971)  | Robert Vernon Denney (en) (R)   | Glenn Cunningham (en) (R)          | David T. Martin (en) (R)   |
| 92e (1971-1973)  | Charles Thone (R)               | John Y. McCollister (en) (R)       | David T. Martin (en) (R)   |
| 93e (1973-1975)  | Charles Thone (R)               | John Y. McCollister (en) (R)       | David T. Martin (en) (R)   |
| 94e (1975-1977)  | Charles Thone (R)               | John Y. McCollister (en) (R)       | Virginia D. Smith (en) (R) |
| 95e (1977-1979)  | Charles Thone (R)               | John Joseph Cavanaugh III (en) (D) | Virginia D. Smith (en) (R) |
| 96e (1979-1981)  | Doug Bereuter (en) (R)          | John Joseph Cavanaugh III (en) (D) | Virginia D. Smith (en) (R) |
| 97e (1981-1983)  | Doug Bereuter (en) (R)          | Hal Daub Jr. (en) (R)              | Virginia D. Smith (en) (R) |
| 98e (1983-1985)  | Doug Bereuter (en) (R)          | Hal Daub Jr. (en) (R)              | Virginia D. Smith (en) (R) |
| 99e (1985-1987)  | Doug Bereuter (en) (R)          | Hal Daub Jr. (en) (R)              | Virginia D. Smith (en) (R) |
| 100e (1987-1989) | Doug Bereuter (en) (R)          | Hal Daub Jr. (en) (R)              | Virginia D. Smith (en) (R) |
| 101e (1989-1991) | Doug Bereuter (en) (R)          | Peter Hoagland (en) (D)            | Virginia D. Smith (en) (R) |
| 102e (1991-1993) | Doug Bereuter (en) (R)          | Peter Hoagland (en) (D)            | Bill Barrett (en) (R)      |
| 103e (1993-1995) | Doug Bereuter (en) (R)          | Peter Hoagland (en) (D)            | Bill Barrett (en) (R)      |
| 104e (1995-1997) | Doug Bereuter (en) (R)          | Jon L. Christensen (en) (R)        | Bill Barrett (en) (R)      |
| 105e (1997-1999) | Doug Bereuter (en) (R)          | Jon L. Christensen (en) (R)        | Bill Barrett (en) (R)      |
| 106e (1999-2001) | Doug Bereuter (en) (R)          | Lee Terry (en) (R)                 | Bill Barrett (en) (R)      |
| 107e (2001-2003) | Doug Bereuter (en) (R)          | Lee Terry (en) (R)                 | Tom Osborne (en) (R)       |
| 108e (2003-2005) | Doug Bereuter (en) (R)          | Lee Terry (en) (R)                 | Tom Osborne (en) (R)       |
| 109e (2005-2007) | Jeff Fortenberry (R)            | Lee Terry (en) (R)                 | Tom Osborne (en) (R)       |
| 110e (2007-2009) | Jeff Fortenberry (R)            | Lee Terry (en) (R)                 | Adrian Smith (R)           |
| 111e (2009-2011) | Jeff Fortenberry (R)            | Lee Terry (en) (R)                 | Adrian Smith (R)           |
| 112e (2011-2013) | Jeff Fortenberry (R)            | Lee Terry (en) (R)                 | Adrian Smith (R)           |
| 113e (2013-2015) | Jeff Fortenberry (R)            | Lee Terry (en) (R)                 | Adrian Smith (R)           |
| 114e (2015-2017) | Jeff Fortenberry (R)            | Brad Ashford (D)                   | Adrian Smith (R)           |
| 115e (2017-2019) | Jeff Fortenberry (R)            | Don Bacon (R)                      | Adrian Smith (R)           |
| 116e (2019-2021) | Jeff Fortenberry (R)            | Don Bacon (R)                      | Adrian Smith (R)           |
| 117e (2021-2023) | Jeff Fortenberry (R)            | Don Bacon (R)                      | Adrian Smith (R)           |
| 118e (2023-2025) | Mike Flood (R)                  | Don Bacon (R)                      | Adrian Smith (R)           |
| 119e (2025-2027) | Mike Flood (R)                  | Don Bacon (R)                      | Adrian Smith (R)           |

## Premières
- Virginia D. Smith est la première femme de l'État à être élue au Congrès en 1975.